# Мино Сарджов
Мино Петков Сарджов (Серджов) Брадински (Брадиноски) е български учител от късното Българско възраждане в Македония, деец на Вътрешната македоно-одринска революционна организация.

## Биография
Роден е в 1866 или 1867 година в голямото мияшко село Тресонче, Дебърско, днес в Северна Македония. Внук е на Сарджо Караджа Брадина и роднина на видния сърбоманин Томо Смилянич. Брат му Матей Сарджов е свещеник. В 1889 година завършва с първия випуск педагогическите курсове на Солунската българска мъжка гимназия и е изпратен от Екзархията като учител в родното си Тресонче и в Галичник. В Тресонче Сарджов превръща килийното училище в светско българско училище. Убеждава тресончани да построят ново гробище в селото. Става член на ръководното тяло на революционния комитет в Тресонче, начело с Иван Юруков. Арестуван за революционна дейност лежи три години в Дебърския и Битолския затвор.
След като родният му край попада в Сърбия след Междусъюзническата война, сръбските власти се опитват да го привлекат на своя страна и след като не успяват, го изселват в различни градове. Сарджов успява да избяга в България, където умира в 1924 година.
Дъщеря му Христина Брадинска е комунистическа деятелка.
Манол Брадинов (Брадински или Брадиновски) на 52 (или на 46) години от Тресонче, майстор с основно образование, е македоно-одрински опълченец в 1912 година и служи в Нестроевата рота на Първа дебърска дружина.